# Milionia callimorpha
Milionia callimorpha là một loài bướm đêm trong họ Geometridae.

## Hình ảnh

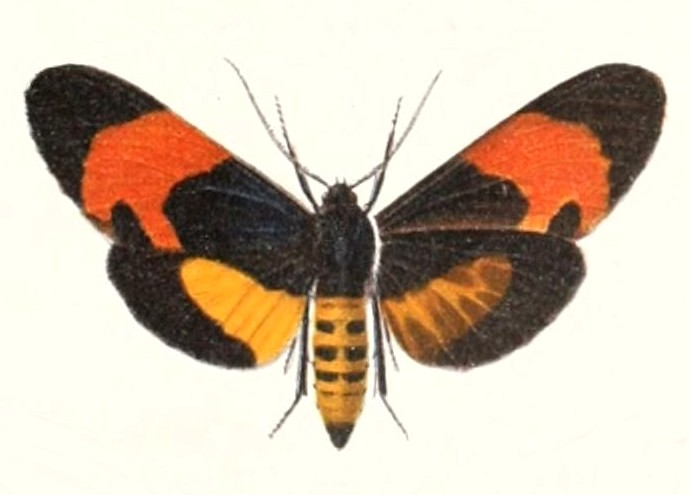